# Buková dolina

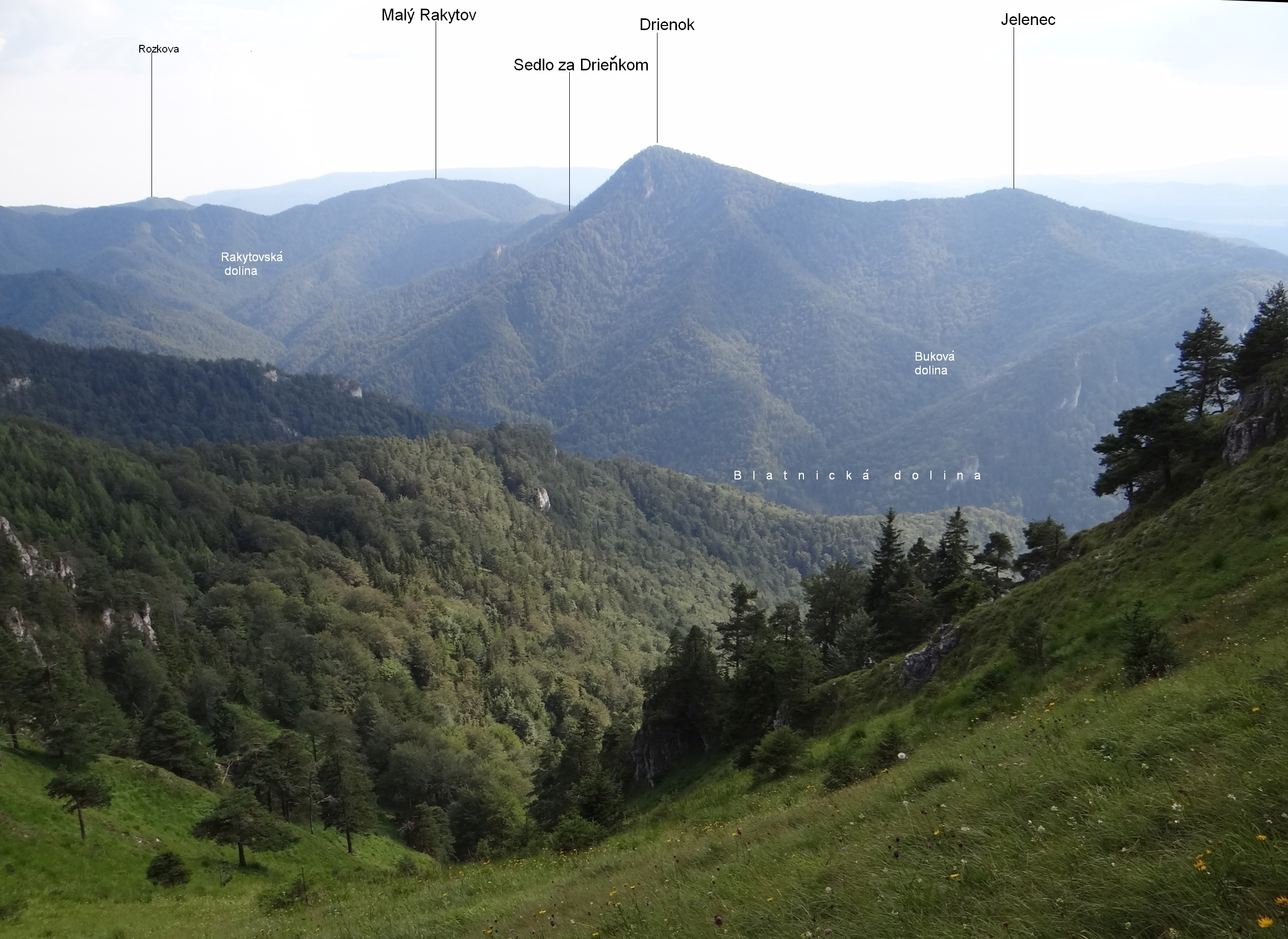
Widok z Ostrej

Buková dolina – dolina wciosowa będąca orograficznie lewym odgałęzieniem Doliny Blatnickiej (Blatnická dolina) w Wielkiej Fatrze na Słowacji. Wcina się między masywy szczytów Drienok (1268 m) i Jelenec (1129 m). Opada początkowo w kierunku północno-zachodnim, w połowie swojej długości skręcając na północny wschód. Ma wylot na wysokości około 670 m naprzeciwko wylotu Juriašovej doliny.
Buková dolina wyżłobiona jest w skałach wapiennych. Jest to dolina sucha (bez stałego cieku wodnego) i całkowicie porośnięta lasem. Znajduje się w obrębie Parku Narodowego Małej Fatry i nie prowadzi nią żaden szlak turystyczny.